# Mongoloraphidia sajanica
Mongoloraphidia sajanica är en halssländeart som först beskrevs av H. Aspöck et al. 1968.  Mongoloraphidia sajanica ingår i släktet Mongoloraphidia och familjen ormhalssländor. Inga underarter finns listade i Catalogue of Life.